# Mezzanino
Mezzanino es una localidad y comune italiana de la provincia de Pavía, región de Lombardía, con 1.472 habitantes.

## Evolución demográfica
| Gráfica de evolución demográfica de Mezzanino entre 1861 y 2001 |
|                                                                 |
| Fuente ISTAT - elaboración gráfica de Wikipedia                 |

## Personalidades ligadas a Mezzanino
- Josefina Passadori
- Milena Quaglini